# Timothy Ferris (natation)
Pour les articles homonymes, voir Timothy Ferris.
Timothy Ferris, né le 28 août 1990 au Zimbabwe, est un nageur zimbabwéen.

## Carrière
Timothy Ferris est médaillé d'argent du 50 mètres nage libre aux Championnats d'Afrique de natation 2008 à Johannesbourg.
Il représente son pays aux Championnats du monde de natation 2011 à Shanghai.